# Hexatoma (Eriocera) latigrisea
Hexatoma (Eriocera) latigrisea is een tweevleugelige uit de familie steltmuggen (Limoniidae). De soort komt voor in het Oriëntaals gebied.